# Kunstogalumna unica
Kunstogalumna unica är en kvalsterart som beskrevs av František Starý 2005. Kunstogalumna unica ingår i släktet Kunstogalumna och familjen Galumnidae. Inga underarter finns listade i Catalogue of Life.